# Доброжанове
Доброжа́нове (раніше Келлерсгайм, Добришане, Доброжани, Незаможне) — село Вигодянської сільської громади в Одеському районі Одеської області в Україні. Населення становить 62 осіб.

## Історія
Назва походить від імені прапорщика Івана Доброжана, який отримав у 1792—1793 рр. ділянку в 1500 десятин. Перша згадка про село на цьому місці датується 1806 р. під назвою Добрянка. На 1809 р. село вказане як Добрянка, яка належить прапорщику Івану Доброжану. Перша згадка під назвою Доброжани датується 1833 р., а Доброжанівка — 1856 р. Про це саме село вказується, що тут як мінімум з 1887 р. розміщувалася німецька колонія Келлерсгейм (нім. Kellersheim), яка також носить назву Добришани, Доброжани, або Незаможне.
Під час Голодомору 1932—1933 років померло щонайменше 2 жителі села.

## Населення
Згідно з переписом 1989 року населення села становило 55 осіб, з яких 25 чоловіків та 30 жінок.
За переписом населення 2001 року в селі мешкали 62 особи.

### Мова
Розподіл населення за рідною мовою за даними перепису 2001 року:
| Мова       | Відсоток |
| ---------- | -------- |
| українська | 75,81 %  |
| російська  | 16,13 %  |
| вірменська | 3,23 %   |
| білоруська | 1,61 %   |